# قائمة النزاعات في السودان

موقع السودان (بالأحمر)

## العصور القديمة

### النوبة
- حوالي 3,050 قبل الميلاد: قادَ حور عحا فرعون مصر حملة ضد النوبيين[1]

### مملكة كرمة
- حوالي 1,506 قبل الميلاد - 1,493 قبل الميلاد في عهد تحوتمس الأول: ثارت مملكة كرمة ضد الحكم المصري وتحوتمس الأول حيثُ شارك سكان حضارة كرمة شخصيًا في المعركة.[2]

### الإمبراطورية المصريّة

الإمبراطورية المصرية في أقصى حدودها في القرن 15 قبل الميلاد.

- حوالي 1,282 قبل الميلاد: حملات سيتي الأول العسكريّة.
- حوالي 1,279 قبل الميلاد. حملات رمسيس الثاني في النوبة

### مملكة كوش
- 23 قبل الميلاد: غزى بريفيكتوس من مصر مملكة كوش بعد هجوم أولي على مدينة مروي وتجريف مدينة نبتة على الأرض
- حوالي 300: شنّت عيزانا العديد من الحملات العسكرية بهدفِ تدمير مملكة كوش

## العصور الوسطى

### مملكة المقرة
- 1312: الغزو المملوكي

## العصر الحديث

### سلطنة دارفور
- 1,722 - 1,786: الحرب الأهلية في سلطنة دارفور

### إيالة مصر

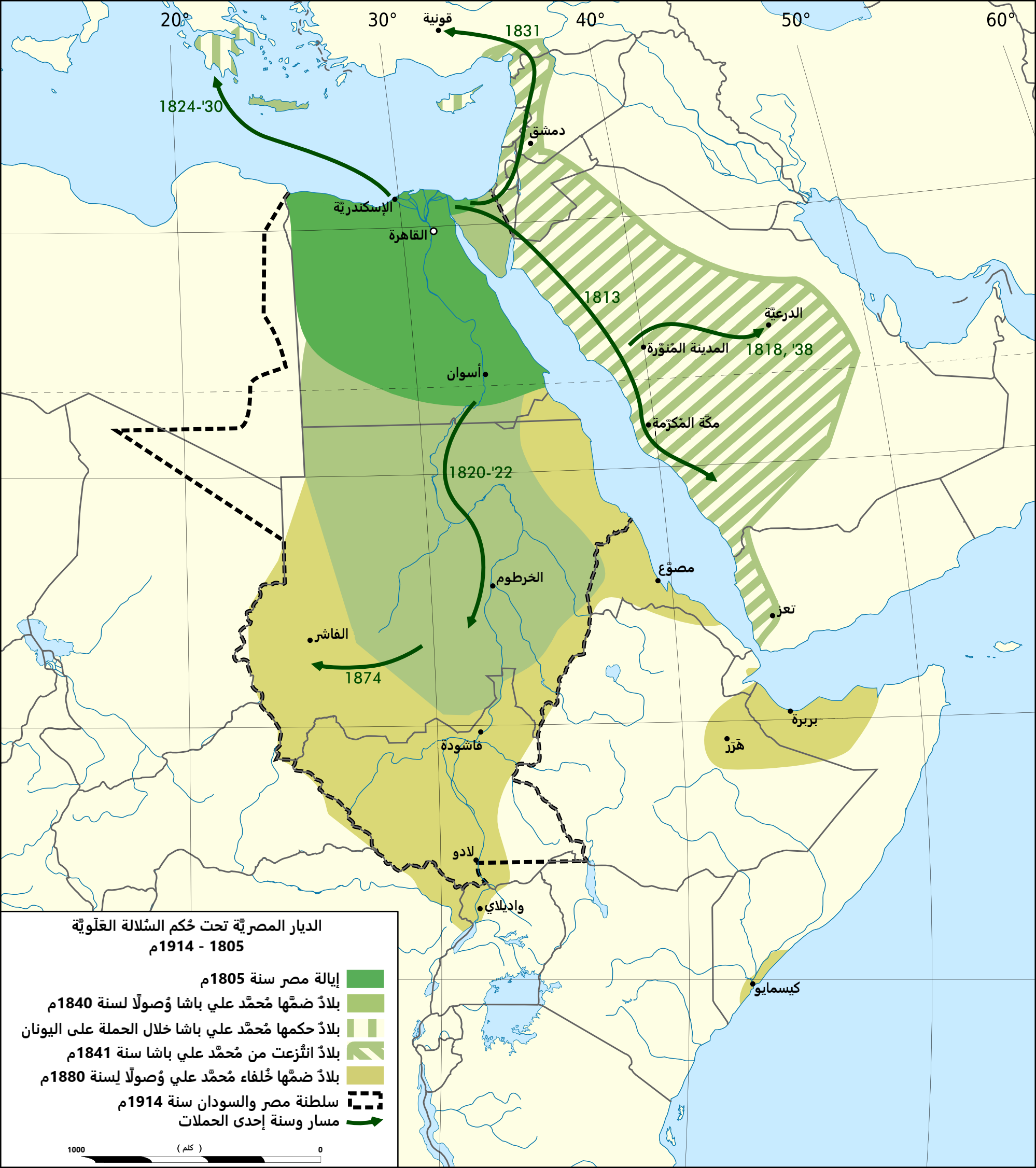
إيالة مصر عام 1833.

- شباط/فبراير 1.820 — أكتوبر/تشرين الأول 1,822: غزو ليبيا والسودان

### الخديوية المصرية
- 1899 — 1901: حرب الربيع

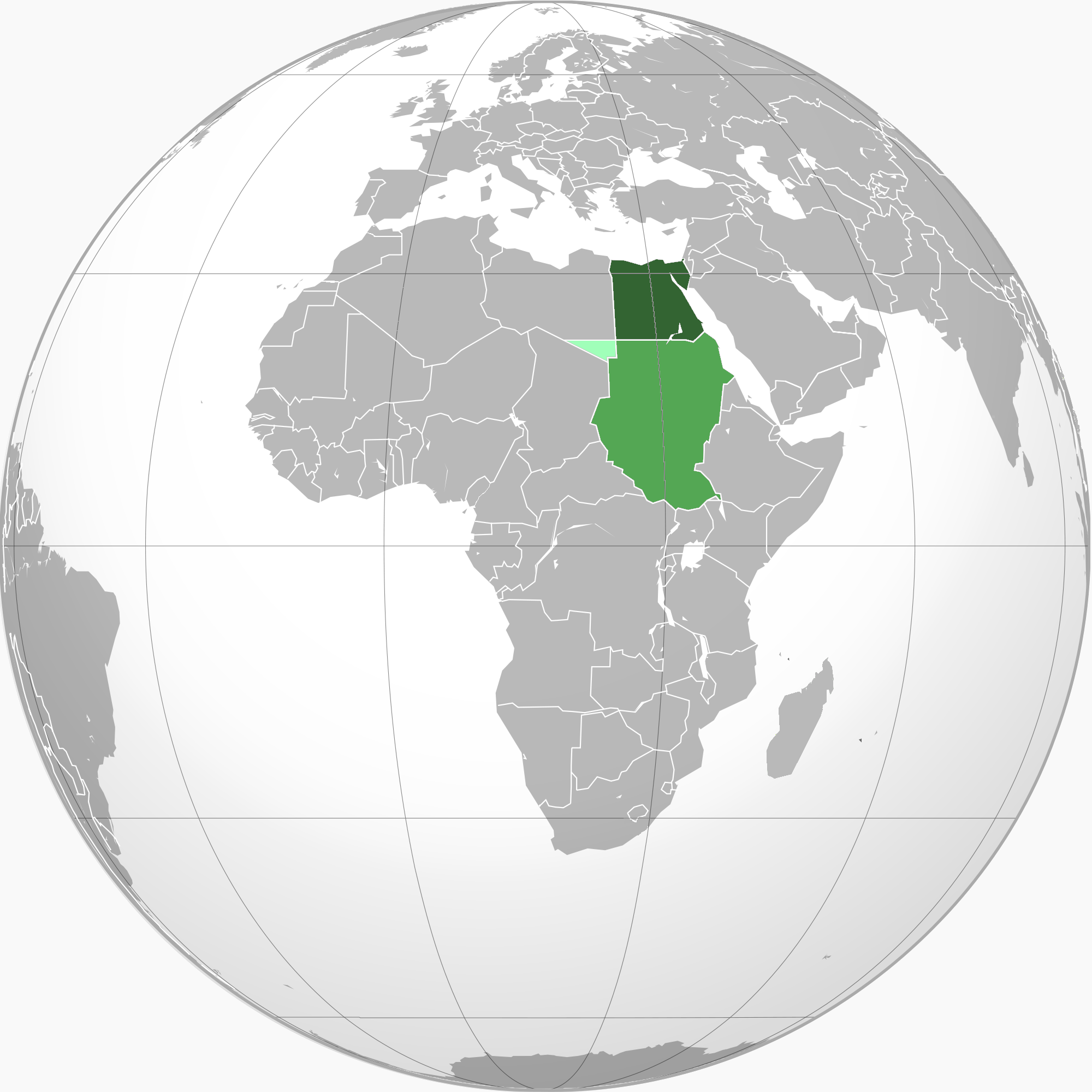
الخديوية المصريّة

  - 1874: غزا رابح بن الزبير سلطنة دارفور
- 1881 — 1899: الثورة المهدية
  - 3 نوفمبر 1883 — 5 نوفمبر 1883: معركة الأبيض
  - 4 فبراير 1884 — 29 فبراير 1884: معركة التيب
  - 13 مارس 1884: معركة تاماي
  - 13 مارس 1884 — 26 يناير 1885: حصار الخرطوم
  - 17 كانون الثاني/يناير 1885: معركة أبو طليح
  - 22 مارس 1885: معركة توفريك
  - 10 فبراير 1885: معركة الكربكان
  - 30 ديسمبر 1885 م معركة جينس
  - 20 ديسمبر 1888: معركة سواكن
  - 9 مارس 1889 — 10 مارس 1889: معركة القلابات
  - 17 يوليو 1894: معركة كسلا
  - 7 يونيو 1896: معركة فركة
  - 8 أبريل 1898: معركة عطبرة
  - 2 سبتمبر 1898: معركة أم درمان
  - 25 نوفمبر 1899: معركة أم دبيكرات

### السودان الإنجليزي-المصري
- 28 يوليو 1914 — 11 نوفمبر 1918: الحرب العالمية الأولى
  - 29 أكتوبر 1914 — 30 أكتوبر 1918: مسرح أحداث الشرق الأوسط خلال الحرب العالمية الأولى
    - 19 نوفمبر 1915 — فبراير 1917: الحملة السنوسية
- 1 سبتمبر 1939 — 2 سبتمبر 1945: الحرب العالمية الثانية
  - 10 يونيو 1940 — 2 مايو 1945: مسرح عمليات المتوسط والشرق الأوسط في الحرب العالمية الثانية
    - 10 يونيو 1940 — 27 نوفمبر 1941: حملة شرق أفريقيا (الحرب العالمية الثانية)
      - 3 أغسطس 1940 — 19 أغسطس 1940: الغزو الإيطالي للصومال البريطاني
      - 5 فبراير 1941 — 1 أبريل 1941: معركة كرن
      - 13 نوفمبر 1941 — 27 نوفمبر 1941: معركة غندر

### جمهورية السودان
- 18 أغسطس 1955 — 27 مارس 1972: الحرب الأهلية السودانية الأولى
  - 1969 — 1972: تمرد الأنيانيا

### جمهورية السودان الديموقراطية
- نيسان/أبريل 1,198 — كانون الثاني/ يناير 2005: الحرب الأهلية السودانية الثانية

- 1987 — حاليًا: تمرد جيش الرب للمقاومة
- 2003 — حاليًا: الحرب في دارفور
  - 10 مايو 2008 — 12 مايو 2,008: الهجوم على أم درمان والخرطوم
- 18 ديسمبر 2005 — 15 يناير 2010: النزاع بين تشاد والسودان
- 27 نوفمبر 2006 — 29 نوفمبر 2006: معركة ملكال
- كانون الثاني/يناير 2009 – حاليًا: الصراعات المحليّة في الداخل السوداني
- 7 كانون الثاني/يناير 2011 — حاليًا: الصراع الداخلي في جنوب السودان
- 19 مايو 2011 - حاليًا: النزاع السوداني في جنوب كردفان والنيل الأزرق
- 26 مارس 2012 — 26 سبتمبر 2012: حرب الحدود بينَ السودان وجنوب السودان
  - 26 مارس 2012 — 28 مارس 2012: معركة هجليج الأولى
  - 17 أبريل 2012 — 18 أبريل 2012: بعض الاشتباكات الحدوديّة
- 15 ديسمبر 2013 – حاليًا: الحرب الأهلية الجنوبية السودانية